# Bud Luckey
Bud Luckey, született William Everett Lucky (Billings, Montana, 1934. július 28. – Newtown, Connecticut, 2018. február 24.) amerikai animátor (Pixar), szinkronszínész, zenész.

## Filmjei
Animátorként
- The Perry Como Show (1961, tv-sorozat, egy epizód)
- The Alvin Show (1961, tv-sorozat)
- The Mad Magazine TV Special (1974, tv-film)
- The Mouse and His Child (1977)
- Learning About Numbers (1986, videó-rövidfilm)
- Betty Boop's Hollywood Mystery (1989, rövidfilm)
- Sing Yourself Silly! (1990, videó-rövidjáték)
- Sesame Street: Elmo's Sing-Along Guessing Game (1991, videó)
- Back to the Future (1991, tv-sorozat, egy epizód)
- Sesame Street (1976–1993, tv-sorozat, nyolc epizód)
- Toy Story – Játékháború (Toy Story) (1995)
- Egy bogár élete (A Bug's Life) (1998)
- Toy Story – Játékháború 2. (Toy Story 2) (1999)
- Szörny Rt. (Monsters, Inc.) (2001)
- Sesame Street Presents: The Street We Live On (2004, tv-film)
- Verdák (Cars) (2006)

Szinkronszínészként
- Sesame Street (1972–2000, tv-sorozat, 16 epizód)
- Hoppszahopp (Boundin') (2003, rövidfilm, forgatókönyvíró, rendező, zeneszerző is)
- A hihetetlen család (The Incredibles) (2004)
- Furi-támadás (Jack-Jack Attack) (2005, videó-rövidfilm)
- Toy Story 3. (2010)
- Micimackó (Winnie the Pooh) (2011)
- Hawaii vakáció (Hawaiian Vacation) (2011, rövidfilm)
- Mini Adventures of Winnie the Pooh (2011, tv-sorozat, rövidfilm, négy epizód)
- Toy Story 4. (2019)